# Liste von Ku-Klux-Klan-Organisationen
Diese Liste soll einen Überblick über die zahlreichen Ku-Klux-Klan-Organisationen darstellen. Seit den späten 1860ern gab es eine ganze Reihe von Organisationen, die sich selbst als Ku Klux Klan bezeichneten oder Splittergruppen der großen Klanbewegungen waren. Neben den verschiedenen einzelnen Klanorganisationen existiert bereits seit der Gründungsphase eine eigene Frauenorganisation, die Women of the Ku Klux Klan.

## Erste Phase: Während der Reconstruction
Während der Reconstruction nach dem Sezessionskrieg gab es mehrere paramilitärische Gruppen, die gegen die Ziele und Pläne der siegreichen Nordstaaten Widerstand leisteten. Der Ku Klux Klan war die bekannteste Organisation, aber es gab auch einige weitere Organisationen, die über ähnliche Mitgliedsstrukturen und eine ähnliche Ideologie verfügte. Zum Teil gab es auch Überschneidungen.
- Bloody Knights of the Klu Klux Klan
- Chester Conservative Clan
- Conservative Club
- Constitutional Union Guard
- Heggies Scouts
- Innocents Club
- Invisible Empire
- Knights of the Black Cross
- Knights of the Confederacy
- Knights of the Red Hand
- Knights of the Rising Sun
- Knights of the White Camelia
- Knights of the White Carnation
- Ku Klux Klan
- Moderators
- Night Owls
- Order of the Pale Faces
- Red Caps
- Red Shirts
- Regulators
- Southern Cross
- Washington Brothers
- White Brotherhood
- White League
- Yellow Jackets
- Young Men’s Democratic Club

## Zwischenzeit: 1877–1914
Nach der sogenannten „ersten Ära“ des Klans verschwand der Ku Klux Klan. Allerdings gab es ein paar ähnliche Organisationen, die heute als Brücke zum Klan der „zweiten Ära“ dienten. Diese kleinen Gruppierungen waren örtlich gebunden und an verschiedenen gewalttätigen Taten beteiligt. Sie traten oft in Gebieten auf, in denen der Ku Klux Klan nicht aktiv gewesen war.
- Indiana White Caps
- Whitecapping
- Jaybirds
- Anti-Bald Knobbers
- White Man's Union

## Zweite Phase: 1915–1944
Während der sogenannten zweiten Ära des Klans von 1915 bis 1944 bildete Knights of the Ku Klux Klan Inc. die die einflussreichste Klanfraktion. Daneben existierten mehrere Splittergruppen wie William J. Simmons’ Knights of the Flaming Sword und D. C. Stephensons Independent Klan of America. Während der 1930er entstanden auch verschiedene faschistische Gruppierungen, die sich an den Klan anlehnten wie die  Black Legion und die Knights of the White Camellia.
- American Order of Clansmen
- Associated Klans
- Black Legion
- Knights of American Protestantism
- Knights of the Flaming Sword
- Knights of the Ku Klux Klan Inc.
- Knights of the Ku Klux Klan of Canada
- Knights of Mary Phagan
- Knights of the White Camelia
- Minute Men of America
- Ritter zum feurigen Kreuz (Deutsches Reich)

## Zwischenzeit: 1944–1954
Auch zwischen der zweiten und dritten Ära existierten kleinere Klangruppierungen weiter. In dieser Zeit nach dem Zweiten Weltkrieg und vor dem Brown v. Board of Education, einem höchstrichterlichen Urteil vor dem Supreme Court, das zum Erstarken des Klans und damit zur dritten Ära des Klans führte existierten nur noch wenige Gruppen, die vor allem im Süden der Vereinigten Staaten aktiv waren.
- Association of Georgia Klans
- Association of Carolina Klans
- Federated Ku Klux Klans
- Florida Ku Klux Klan, Inc.
- Knights of the Ku Klux Klan of America
- Original Southern Klans, Inc.

## Dritte Phase: 1954–1969
Während die Bürgerrechtsbewegung in den Vereinigten Staaten an Einfluss gewann, entstand die sogenannte dritte Ära des Klans. Der Klan wandte sich gegen die Desegregation und versuchte vor allem durch gewalttätige Aktivitäten die Rassentrennung aufrechtzuerhalten. Zum ersten Mal arbeitete der KKK auch mit anderen rechtsextremen Organisationen wie dem White Citizens’ Council, der American Nazi Party und der National States’ Rights Party zusammen.
- Association of Arkansas Klans
- Association of South Carolina Klans
- Dixie Klans, Knights of the Ku Klux Klan, Inc.
- Gulf Coast Ku Klux Klan
- Imperial Knights of the Ku Klux Klan of Florida
- Militant Knights of the Ku Klux Klan
- National Knights of the Ku Klux Klan
- North Carolina Knights of the Ku Klux Klan
- Original Knights of the Ku Klux Klan
- Original Ku Klux Klan of the Confederacy
- U.S. Klans
- United Florida Ku Klux Klan
- United Klans of America
- White Knights of the Ku Klux Klan

## Vierte Phase: seit den 1970ern
Seit den 1970ern verlor der Ku Klux Klan kontinuierlich an Einfluss. An seine Stelle traten militante, paramilitärische Organisationen. Viele dieser Organisationen wie Stormfront und White Aryan Resistance sowie einflussreiche Rechtsextremisten wie David Duke, Louis Beam oder Tom Metzger begannen jedoch als Klansmitglieder in verschiedenen Gruppierungen. Des Weiteren waren und sind die einzelnen Klanfraktionen untereinander zerstritten. Einen Anschluss fand der Klan jedoch an die Christian-Identity-Bewegung. In dieser Zeit gründeten sich aber auch verschiedene Ableger des Klans außerhalb der Vereinigten Staaten, so zum Beispiel die European White Knights of the Burning Cross, die auch in Deutschland und der Schweiz aktiv sind.
- American White Knights of the Ku Klux Klan
- Aryan Nations Knights of the Ku Klux Klan
- Australian Knights of the Ku Klux Klan
- Bayou Knights of the Ku Klux Klan
- Brotherhood of Klans
- California Knights of the Ku Klux Klan
- Carolina Knights of the Ku Klux Klan
- Church of the American Knights of the Ku Klux Klan
- Church of the National Knights of the Ku Klux Klan
- Confederate Knights of America
- Columbus Knights of the Ku Klux Klan
- Constitutional Knights of the KKK
- Dixie Knights of the Ku Klux Klan
- Georgia Knight Riders, Knights of the Ku Klux Klan
- Federation of Klans
- Empire Knights of the Ku Klux Klan
- European White Knights of the Burning Cross
- European White Knights of the Ku Klux Klan
- Imperial Klans of America
- Imperial Russian Knights of the Ku Klux Klan
- International Brotherhood of the KKK
- Invisible Empire, Knights of the Ku Klux Klan
- Justice Knights of the Ku Klux Klan
- Louisiana White Knights of the Ku Klux Klan
- Loyal White Knights of the Ku Klux Klan
- Kajun Knights of the Ku Klux Klan
- Kanadian Knights of the Ku Klux Klan
- Keltic Kirk Knights of the Ku Klux Klan
- Keystone Knights of the Ku Klux Klan
- Knights of the Ku Klux Klan
- Knights Party
- Golden Circle Knighthood of the Ku Klux Klan
- Knights of the Iron Cross
- Knights of the White Camelia
- Knights of Yahweh
- Ku Klos Knights of the KKK
- Ku Klux Klan LLC
- Ku Klux Klan of Colorado
- Ku-Klux-Klan West Germany
- Ku Klux Klan of Texas
- Militia Knights of the Ku Klux Klan
- Minute men Knights of the Ku Klux Klan
- Mississippi White Knights of the Ku Klux Klan
- Mystic Knights of the Ku Klux Klan
- National Socialist Knights of the Ku Klux Klan
- Native American Knights of the Ku Klux Klan of Bradford County, Florida
- New Jersey Ku Klux Klan
- New Mexico Knights of the Ku Klux Klan
- New Order Knights of the Ku Klux Klan
- Patriot Knights of the Ku Klux Klan
- Rebel Brigade Knights of the Ku Klux Klan
- Republic Krusaders of the Ku Klux Klan, Inc.
- Templar Knights of the Ku Klux Klan
- Traditional Christian Knights of the Ku Klux Klan
- United Kingdom's Knights of the Fiery Cross
- United Northern & Southern Knights of the Ku Klux Klan
- United White Knights of the Ku Klux Klan
- White Kamellia Knights of the Ku Klux Klan